# 742 (numero)
Settecentoquarantadue (742) è il numero naturale dopo il 741 e prima del 743.

## Proprietà matematiche
- È un numero pari.
- È un numero composto con 8 divisori: 1, 2, 7, 14, 53, 106, 371, 742. Poiché la somma dei suoi divisori (escluso il numero stesso) è 554 < 742 è un numero difettivo.
- È un numero sfenico.
- È un numero intero privo di quadrati.
- È un numero congruente.
- È un numero decagonale.
- È un numero malvagio.
- È un numero poligonale centrale.
- È parte delle terne pitagoriche (392, 630, 742), (742, 2544, 2650), (742, 2760, 2858), (742, 19656, 19670), (742, 137640, 137642).

## Astronomia
- 742 Edisona è un asteroide della fascia principale del sistema solare.
- NGC 742 è una galassia ellittica della costellazione dei Pesci.

## Astronautica
- Cosmos 742 è un satellite artificiale russo.